# Charitoprepes aciculata
Charitoprepes aciculata is een vlinder uit de familie van de grasmotten (Crambidae), uit de onderfamilie van de Spilomelinae. De wetenschappelijke naam van deze soort is voor het eerst voorgesteld door Shi-Qi Huang en Xi-Cui Du in een publicatie uit 2023.
De spanwijdte bedraagt 21 tot 26 millimeter.
De soort komt voor in China (Hainan, Yunnan).